# Heinrich Lehmann-Willenbrock
Le fregattenkapitän Heinrich Lehmann-Willenbrock, né le 11 décembre 1911 à Brême et mort le 18 avril 1986, est un officier de marine allemand et un commandant de sous-marins durant la Seconde Guerre mondiale dont le plus notable fut l'U-96. Il compte parmi les dix meilleurs commandants d'U-Boot durant la bataille de l'Atlantique contre les Alliés, par le critère de tonnage de navires marchands coulés.
Le séjour de Lothar-Günther Buchheim à bord du sous-marin commandé par Willenbrock, embarqué en qualité de correspondant de guerre, lui inspire le roman Das Boot à partir duquel Wolfgang Petersen réalise le film Das Boot en 1981. Le Commandant Heinrich Lehmann-Willenbrock y est incarné par l'acteur Jürgen Prochnow.

## Biographie
Willenbrock s'engage dans la Reichsmarine en avril 1931 avec le grade de cadet, servant plus d'une année sur le croiseur léger Karlsruhe, puis dix-huit mois sur le voilier école Horst Wessel, avant d'être affecté à la force sous-marine de la Kriegsmarine (Ubootwaffe) en avril 1939 ; il y termine sa formation d'officier. Après un court service sur l'U-8 (U-Boot de (type IIB), il est promu Kapitänleutnant et commande l'U-5 (type IIA) en décembre 1939. Il effectue sa première patrouille d'une durée de quinze jours au large des côtes norvégiennes durant l'opération Hartmut (en), volet maritime de l'attaque de la Norvège au printemps 1940. Il ne coule aucun navire.
Au retour de l'U-5, Willenbrock reçoit le commandement du fraîchement mis en service U-96, un sous-marin de type VII. Après un entraînement de trois mois, l'U-96 entre en service actif, affecté à la 7e flottille basée à Kiel puis à Saint-Nazaire. En trois patrouilles sous le commandement de Willenbrock, l'U-96 coule 125 580 tonneaux de navires ennemis. Il détruit lors de la seule troisième patrouille sept navires représentant 49,490 tonneaux. Le 25 février 1942, le bulletin radio Wehrmachtbericht (bulletin d'information quotidien des forces armées allemandes) annonça :

« Le sous-marin du Kapitänleutnant Lehmann-Willenbrock a contribué au grand succès de la force sous-marine avec 55,600 tonneaux coulés. Le Kapitänleutnant Lehmann-Willenbrock, dans un bref laps de temps, a coulé au total 125,580 tonneaux de navires ennemis. »

Durant l'année 1941, le correspondant de guerre Lothar-Günther Buchheim, alors Sonderführer-Leutnant (civil spécialiste intégré dans l'armée avec rang de lieutenant), rejoint l'U-96 pour sa septième patrouille. Ses ordres sont de photographier et de décrire le U-Boot en action à des fins de propagande. D'après cette expérience, il écrit une nouvelle : Die Eichenlaubfahrt (Le Voyage des feuilles de chêne) puis un roman en 1975 qui allait devenir un succès de librairie (best-seller) international : Das Boot (en français Le Styx), suivi de U-Bootkrieg (La Guerre des sous-marins), U-Bootfahrer (Les Hommes du sous-marin) et Zu Tode Gesiegt (Vaincus à mort).

L'espadon rieur, emblème de l'U-96 et de la 9e Flottille.

Willenbrock gagne toutes ses décorations avec l'U-96. Il quitte son bord en mars 1942 et devient le commandant de la 9e flottille à Brest. Il fait de l'espadon rieur, emblème de l'U-96, celui de la 9e flottille.
Le 2 septembre 1944, il prend le commandement de l'U-256, dernier sous-marin à quitter Brest quelques jours avant que les Allemands de cette ville ne se rendent, marquant ainsi la fin de la 9e flottille. Accomplissant ainsi sa dernière patrouille, sans couler aucun navire, il rejoint Bergen, en Norvège, le 23 octobre 1944, où il est nommé commandant de la 11e flottille en décembre 1944, occupant ce poste jusqu'à la fin de la guerre.
Après une année de captivité, Willenbrock rentre en Allemagne, en mai 1946, et travaille au renflouement des navires coulés dans le Rhin. En 1948, avec trois compagnons, il construit le voilier Magellan puis, à son bord, met le cap vers Buenos Aires en Argentine. De retour en Allemagne, il devient commandant de marine marchande de plusieurs navires. En 1959, alors qu'il commande le Inga Bastian, son équipage sauve cinquante-sept survivants du navire brésilien Commandante Lyra, en feu. En 1969, il devient le capitaine du navire de recherche nucléaire allemand Otto Hahn, poste qu'il occupe durant dix années. Le livre de Lothar-Günther Buchheim Der Abschied (L'au revoir) décrit l'un de ses voyages à son bord comme passager.
Willenbrock reçoit, en 1974, la croix de chevalier de l'ordre du Mérite de la République fédérale d'Allemagne pour sa carrière. Il est également, durant plusieurs années, le président de la U-Bootskameradschaft (confrérie des sous-mariniers) de Brême, qui porte aujourd'hui son nom. Au début des années 1980, il accompagne Wolfgang Petersen et ses équipes en tant que conseiller technique du film Das Boot. 
Il meurt à Brême le 18 avril 1986.

## Médailles et décorations
Pour ses services effectués pendant la Seconde Guerre mondiale, Willenbrock fut décoré du badge de guerre des U-Boote (1939) et de la croix de chevalier de la croix de fer avec feuilles de chêne.
| Navires coulés par Heinrich Lehmann-Willenbrock |                       |         |             |        |
| Date                                            | Nom du navire         | Tonnage | Nationalité | Convoi |
| 11 décembre 1940                                | Rotorua               | 10 890  | Royaume-Uni | HX-92  |
| 11 décembre 1940                                | Towa                  | 5 419   | Pays-Bas    | HX-92  |
| 12 décembre 1940                                | Macedonier            | 5 227   | Belgique    | HX-92  |
| 12 décembre 1940                                | Stureholm             | 4 575   | Suède       | HX-92  |
| 14 décembre 1940                                | Empire Razorbill (d.) | 5 118   | Royaume-Uni | OB-257 |
| 14 décembre 1940                                | Western Prince        | 10 926  | Royaume-Uni |        |
| 18 décembre 1940                                | Pendrecht (d.)        | 10 746  | Pays-Bas    | OB-259 |
| 16 janvier 1941                                 | Oropesa               | 14 118  | Royaume-Uni |        |
| 17 janvier 1941                                 | Almeda Star           | 14 936  | Royaume-Uni |        |
| 13 février 1941                                 | Arthur F. Corwin      | 10 516  | Royaume-Uni | HX-106 |
| 13 février 1941                                 | Clea                  | 7 987   | Royaume-Uni | HX-106 |
| 18 février 1941                                 | Black Osprey          | 5 589   | Royaume-Uni | HX-107 |
| 22 février 1941                                 | Scottish Standard     | 6 999   | Royaume-Uni | OB-287 |
| 23 février 1941                                 | Anglo-Peruvian        | 5 457   | Royaume-Uni | OB-288 |
| 24 février 1941                                 | Linaria               | 3 385   | Royaume-Uni | OB-288 |
| 24 février 1941                                 | Sirikishna            | 5 458   | Royaume-Uni | OB-288 |
| 28 avril 1941                                   | Caledonia             | 9 892   | Norvège     | HX-121 |
| 28 avril 1941                                   | Oilfield              | 8 516   | Royaume-Uni | HX-121 |
| 28 avril 1941                                   | Port Hardy            | 8 897   | Royaume-Uni | HX-121 |
| 19 mai 1941                                     | Empire Ridge          | 2 922   | Royaume-Uni | HG-61  |
| 5 juillet 1941                                  | Anselm                | 5 954   | Royaume-Uni |        |
| 31 octobre 1941                                 | Bennekom              | 5 998   | Pays-Bas    | OS-10  |
| 19 février 1942                                 | Empire Seal           | 7 965   | Royaume-Uni |        |
| 20 février 1942                                 | Lake Osweya           | 2 398   | États-Unis  |        |
| 22 février 1942                                 | Kars (t.)             | 8 888   | Royaume-Uni | HX-175 |
| 22 février 1942                                 | Torungen              | 1 948   | Norvège     |        |
| 9 mars 1942                                     | Tyr                   | 4 265   | Norvège     |        |
| Total                                           |                       | 194 989 |             |        |

Légende :
- (d.) Navire endommagé
- (t.) Navire additionné au total de pertes

Heinrich Lehmann-Willenbrock coula 25 navires, tous avec l'U-96, représentant 179 125 tonneaux, dont un navire de 8 888 tonneaux additionné au total de pertes, et en endommagea deux autres représentant 15 864 tonneaux.